# Magatzems Cros
Els Magatzems Cros són un edifici noucentista de Valls (Alt Camp) catalogat com a bé cultural d'interès local, juntament amb Ca Dasca-Moragas.

## Història
Van ser construïts entre 1922 i 1924 per la Societat Anònima Cros, dedicada a la producció de productes químics, segons el projecte de l'arquitecte Josep Maria Vives i Castellet.

## Descripció
Edifici industrial de dues plantes. Té una façana molt àmpla amb cinc obertures; tres centrals, que són molt amples i dues laterals petites, amb un sol full i arc de mig punt.
A la segona planta hi ha tres balcons, sense volada, amb dos fulls i una barana molt graciosa i geomètrica. Aquests balcons també tenen arc de mig punt. En els laterals, tots juts damunt de les portes, hi ha una finestra amb doble full i arc de mig punt.
El més característic de la façana són les vuit seudocolumnes que emmarquen les cinc obertures referenciades i que ocupen les dues plantes; tenen uns capitells esculpits. Està rematada amb una barana amb vuit pilastres i cinc trams de balustrades, que coincideixen ab les seudocolumnes i les obertures.